# Molon labe

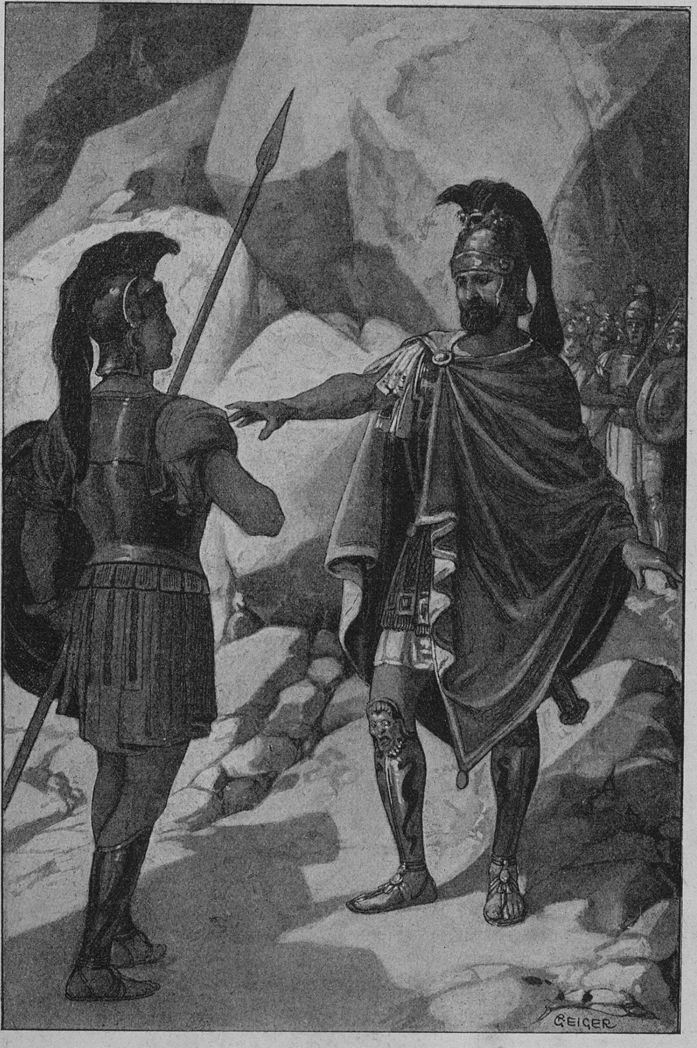
Léonidas envoie un messager aux Spartiates, illustration de Richard Geiger (1900)

Molon labe ou Molôn labé (en grec ancien : μολὼν λαβέ / molṑn labé), ce qui signifie « Viens (les) prendre », est une réplique célèbre du roi Léonidas Ier de Sparte lorsque les armées perses ont exigé des Grecs qu'ils déposent leurs armes à la bataille des Thermopyles.
C'est un exemple de laconisme.

## Usages
Il s'agit de la devise du 1er corps d'armée grec. 
Le 3 mars 1957, le combattant grec et chypriote Grigóris Afxentíou utilise l'expression face aux troupes britanniques qui essaient de le capturer. Ils finissent par le brûler vif en incendiant son refuge avec de l'essence,,.
On en retrouve la traduction américaine « Come and take it » comme devise pendant la Guerre d'indépendance des États-Unis, pendant la bataille de Fort Morris (en), et pendant la révolution texane.
La locution est aussi connue comme un slogan du lobby pro-armes aux USA,. Elle est parfois reprise dans d'autres pays comme la France, par des groupuscules d’extrême droite,.